# Ferrières (Belgia)
Ferrières (valonă Ferire) este o comună francofonă din regiunea Valonia din Belgia. Comuna este formată din localitățile Ferrières, My, Vieuxville, Werbomont și Xhoris. Suprafața totală a comunei este de 56,90 km². La 1 ianuarie 2008 comuna avea o populație totală de 4.533 locuitori. 